# Planodema alboreticulata
Planodema alboreticulata är en skalbaggsart som beskrevs av Stefan von Breuning 1964. Planodema alboreticulata ingår i släktet Planodema och familjen långhorningar. Inga underarter finns listade i Catalogue of Life.